# Brenda Longfellow
Brenda Longfellow es una cineasta canadiense conocida por sus biografías de figuras históricas femeninas. Desde 2007, ha enfocado sus películas en temas ambientales.

## Biografía
Longfellow nació en Copper Cliff, Ontario en 1954. Obtuvo una maestría en la Universidad de Carleton y un doctorado en la Universidad York.

## Carrera profesional
Además de cineasta, Longfellow es profesora de Estudios de Cine y Medios en el Departamento de Cine de la Universidad de York. Ha publicado múltiples artículos relacionados con el cine canadiense, documental y  teoría feminista del cine.

### Obras significativas
- Offshore (2018), un documental web interactivo que recibió el premio de investigación AMPD de la Universidad de York.[6]
- Dead Ducks (2011), recibió el Premio del Público a la Mejor Película Experimental en el Festival de Cine de Santa Cruz.[6]
- Carpe Diem (2010), una ópera corta sobre un desastre ambiental.[5][7]
- Weather Report (2008), un documental de televisión que explora el cambio climático, recibió un premio Remi de Bronce en el Festival de Cine de Houston.[6]
- Tina en México (2002), un largometraje documental sobre Tina Mondott, recibió el premio al Mejor Documental Artístico/Cultural en el Festival Internacional del Nuevo Cine Latinoamericano de La Habana[8][9]
- Shadow Maker: Gwendolyn MacEwen, Poet (1998) ganó un premio Canadian Screen al mejor documental corto en la 19.ª edición de los premios Genie.[6]
- Our Marilyn (1987), una película experimental de 16 mm sobre Marilyn Bell, ganadora del Gran Premio en Oberhausen y comprada por la Galería Nacional de Canadá en 1990.[10][11]